# 大手前製菓学院専門学校
大手前製菓学院専門学校（おおてまえせいかがくいんせんもんがっこう）は、かつて大阪市中央区にあった専修学校。設置者は学校法人大手前学園。
1998年に大手前栄養文化学院に設けられた製菓学科をルーツとする。2002年に同校が「大手前栄養学院」と「大手前製菓学院」に分割されて独立した学校となったが、2016年に廃止・再統合されて大手前栄養製菓学院専門学校製菓学科となった。同学科も2020年に廃止されており、専門学校での教育のノウハウは大手前大学総合文化学部スイーツ学コースが継承するとしている。

## 沿革
- 1946年 - 大手前文化学院設立[2]。
- 1955年 - 大手前文化学院に「栄養部」を設置[2]。これをもって栄養専門学校設立とする[2]。
- 1986年 - 大手前文化学院を大手前栄養文化学院に改称[2]。
- 1998年 - 大手前栄養文化学院に「製菓学科」を設置[2]。男女共学となる[2]。
- 2001年 - 大手前栄養文化学院に製菓学科通信課程を設置。大手前栄養製菓学院に改称[2]。
- 2002年 - 大手前栄養製菓学院を「大手前栄養学院」「大手前製菓学院」の2校に分割[2]。
  - 「製菓学科2年コース」を設置[2]。
- 2016年 - 大手前製菓学院専門学校廃止[2]。
  - 大手前栄養学院専門学校を「大手前栄養製菓学院専門学校」に改組[2]。
- 2019年 - 大手前栄養製菓学院専門学校製菓学科の次年度学生募集停止を発表[1]
- 2020年 - 大手前栄養製菓学院専門学校製菓学科廃止[2]。
  - これにともない大手前栄養製菓学院専門学校は「大手前栄養学院専門学校」に改称[2]。

## 学科
- 製菓学科

## 所在地
- 〒540-0008 大阪市中央区大手前2-1-88

最寄り駅は、Osaka Metro谷町線・京阪の天満橋駅